# Casa Elisabeta Szilágyi din Baia Mare
Casa Iancu de Hunedoara din Baia Mare cunoscută și sub numele de casa Elisabeta Szilágyi, se află în Piața Libertătății la numărul 18, construcția casei a fost inițiată de voievodul Ioan de Hunedoara  în secolul al XV-lea de și a fost finalizată de regele Matia Corvin.
Casa Iancu de Hunedoara se aflat în centrul vechi al orașului Baia Mare și face parte dintr-un castel medival, care a fost construit ca o dovadă de dragoste a voievodului Ioan de Hunedoara față de soția sa, Elisabeta Szilágyi. Este cea mai veche clădire civilă din oraș.
Construcția de o valoare istorică inestimabilă se află în prezent paragină din cauza unor  probleme judiciare.

## Legături externe
- http://www.utazzerdelybe.hu/erzsebet-haz-Nagybanya.ro.html%5Bnefuncțională%5D